# Ciné Family
Ciné Family (anciennement RTL9 Family) est un programme court de divertissement écrit, produit et commenté en voix-off par Stéphane Minaldo, diffusé sur RTL9 chaque vendredi à 20 h 50 depuis le 16 septembre 2008 et présenté par Sandra Lou.

## Principe de l'émission
Ce programme court met en scène Sandra Lou à la découverte de lieux, d'activités et de personnes un peu partout en France, parfois avec la complicité de Julie Baret. Avec Sandra Lou, quelques minutes de bonne humeur en famille et en vadrouille dans toute la France et même ailleurs ! 
Déclinée depuis plus de 6 saisons de RTL9 Family à Ciné Family, les 326 épisodes de l'émission, près de 30 heures de programmes, auront vu Sandra Lou arpenter toute la France, visiter toutes les régions, goûter à toutes les cuisines, essayer toutes les activités sportives ou de détente… 